# Дао цзан
Дао цзан (кит. упр. 道藏, пиньинь Dào Zàng) — полное собрание религиозной и философской литературы даосизма, в буквальном переводе — «Сокровищница Дао», «Сокровищница даосских писаний» или «Даосская сокровищница».

## История
Первая попытка библиографического описания в рамках даосской традиции была предпринята Гэ Хуном, который в 19-й главе своей работы «Баопу-цзы» перечислил более 250 сочинений общим объёмом около 1300 цзюаней («свитков»). Возникновение собственно «Дао цзана» связано с деятельностью даоса Лу Сюцзина, который не только осуществил подбор текстов, но и систематизировал их, разделив всё собрание на три части, обозначенные термином дун («пещера, грот, вместилище»). Первоначальным ядром «трёх вместилищ» была литература трёх основных направлений даосизма, распространённых в Южном Китае в IV—V веках: Маошань (Шанцин), Линбао и оккультно-алхимического течения Саньхуанвэнь «трёх императоров», иерархически соотнесённых как, соответственно, высший, средний и низший уровни даосского знания.
В VI веке к «трём вместилищам» были добавлены «четыре приложения»: каждое из первых трёх соотнесено с одним из «вместилищ», а четвёртое — со всеми «вместилищами». Первое «приложение» связано с трактатом «Дао Дэ Цзин» и комментариями на него, второе — с трактатом «Тай пин цзин» (太平經) и комментариями на него, третье — с оккультно-алхимическим направлением даосизма, четвёртое содержало литературу Школы Истинного Единства.

### Династия Тан
При династии Тан существовало несколько каталогов «Дао цзана». В VII веке Инь Вэньцао составил «Юй вэй цзин му» («Указатель нефритовых апокрифов и канонов»), согласно которому «Дао цзан» состоял из 7300 цзюаней. Список же даосских сочинений, хранившихся в монастыре Тайцзингун (в Чанъане), охватывал тексты общим объёмом 5700 цзюаней.

### Раннее средневековье
В средние века «Дао цзан» в основном комплектовался за счёт включения в него всех хранившихся в монастырских библиотеках книг, независимо от их тематики. Во время восстания Хуан Чао большая часть книг «Дао цзана» погибла, однако их названия были зафиксированы в «Чжу нан цзин му» («Указателе канонов в красных обёртках»), составленном в X веке.

### Династии Сун и Цзинь
При династии Сун была проделана работа по восстановлению и дальнейшей кодификации «Дао цзана». Особенно интенсивно эта деятельность осуществлялась в 1012—1019 годах по приказу императора Чжэнь-цзуна. Главным исполнителем стал даос Чжан Цзюньфан, составивший также компендиум «Дао цзана» — антологию «Юньцзи цицянь» («Семь извлечений из Облачного Книгохранилища»). Сформированный им сборник состоял из 4565 цзюаней, распределённых по 425 хань (папкам), которые были кодированы иероглифами канонического конфуцианского учебника «Цянь цзы вэнь» («Тысячесловие») от первого знака «тянь» (天) до 425-го знака «гун» (宫), вследствие чего он получил название «Да Сун тянь-гун баоцзан» («Драгоценная сокровищница тянь-гун Великой Сун»). Текст этого варианта «Дао цзана» не сохранился.
С того времени «Дао цзан» широко распространился по даосским монастырям и храмам. В начале XII века он был пересмотрен и пополнен новыми сочинениями, а при чжурчжэньской династии Цзинь переиздан. В 1191 году были вырезаны доски (83.198 штук), посредством которых отпечатаны все собранные тексты «Дао цзана» в количестве 6455 цзюаней и 602 «связок». Это собрание, получившее название «Да Цзинь сюань ду баоцзан» («Драгоценная сокровищница сокровенного поселения Великой Цзинь») переиздавалось в 1237—1244 годах.

### Династия Юань
При монгольской династии Юань само существование «Дао цзана» было поставлено под угрозу в связи с эдиктом 1281 года о сожжении всех даосских книг, кроме «Дао Дэ цзин».

### Династия Мин
В период правления китайской династии Мин «Дао цзан» приобрёл свой современный вид. Около 1445 года был подготовлен к печати сборник, получивший своё название по девизу правления императора Ин-цзуна — «Чжэнтун Дао цзан» («Сокровищница дао эры Чжэнтун»), к которому восходят все последующие переиздания «Дао цзана». Он состоял из 1432 произведений общим объёмом 5305 цзюаней (480 папок). В 1607 году по поручению императора Ваньли «Дао цзан» был переиздан и дополнен 56 сочинениями в 181 цзюане (32 папки), переизданием руководил Небесный Наставник Чжан Госян.

### Династия Цин
При маньчжурской династии Цин часть печатных досок «Дао цзана» была расхищена, а остальные сгорели в 1900 году во время восстания ихэтуаней. Сохранился единственный полный экземпляр «Дао цзана» — в монастыре Байюньгуань в Пекине.

### Наше время
Этот единственный экземпляр был воспроизведён фототипическим способом в 1923 году в Шанхае. Это издание (1120 томов, объединённых в 112 папок) было осуществлено по инициативе видных представителей китайской общественности, в том числе таких известных учёных и политических деятелей, как Кан Ювэй и Лян Цичао, и финансировалось экс-президентом Китайской республики Сюй Шичаном. Впоследствии этот вариант «Дао цзана» был переиздан в КНР и на Тайване.

## Структура

### Три вместилища
Структура современного «Дао цзана» воспроизводит образец, сложившийся в VI веке. Собрание состоит из «трёх вместилищ» (кит. упр. 三洞, пиньинь sandong, палл. саньдун):
1. Дун чжэнь 洞真部 («вместилище истинного»), школа Шанцин, посвящена медитации и используется на высших уровнях инициации даосских мастеров
2. Дун сюань 洞玄部 («вместилище сокровенного»), школа Линбао, посвящена ритуалам и используется на средних уровнях инициации даосских мастеров
3. Дун шэнь 洞神部 («вместилище духовного»), тексты Трёх Августейших (Саньхуан), посвящена экзорцизму и используется на низших уровнях инициации даосских мастеров;

Позднее Три вместилища при сохранении прежней тематики стали более аморфными.

### 12 разделов
Каждое из «вместилищ» включает 12 разделов:
1. Бэнь вэнь 本文類 («Основные письмена»)
2. Шэнь фу 神符類 («Духовные формулы»)
3. Юй цзюэ 玉訣類 («Нефритовые наставления»)
4. Лин ту 靈圖類 («Одухотворённые схемы»)
5. Цун лу 譜錄類 («Генеалогии и описания»)
6. Цзе люй 戒律類 («Заповеди и предписания»)
7. Вэй и 威儀類 («Правила этикета»)
8. Фан фа 方法類 («Практические методы»)
9. Сян шу (Чжун шу)像術(衆術)類 («Искусства образов»)
10. Цзи чжуань 記傳類 («Сказания и повествования»)
11. Цзань сун 讚頌類 («Оды и гимны»)
12. Бяо цзоу 表奏類 («Доклады и петиции»)

### 4 Приложения
Тематика «четырёх приложений» аналогична соответствующим разделам «Дао цзана» VI века.
1. Тай сюань бу 太玄部 («великое сокровенное», основано на трактате Даодэцзин)
2. Тай пин бу 太平部 («великое равновесие», основано на трактате Тайпинцзин)
3. Тай цин бу 太清部(«великая чистота», основано на трактате Тайцинцзин и других текстов по даосской алхимии)
4. Чжэн и бу 正一(正乙)部 («истинное единство», основано на сочинениях Школы Небесных Наставников и возникшей на её базе Школы Истинного Единства)

### Недаосские сочинения
В «Дао цзан» также включены недаосские сочинения — «Мо-цзы», «Гуань-цзы», «Гуйгу-цзы» и другие